# IC 2106
IC 2106 ist eine Balken-Spiralgalaxie vom Hubble-Typ SBb im Sternbild  Caelum am Südsternhimmel. Sie ist schätzungsweise 216 Millionen Lichtjahre von der Milchstraße entfernt und hat einen Durchmesser von etwa 110.000 Lichtjahren.
Das Objekt wurde am 26. Dezember 1897 vom US-amerikanischen Astronomen Lewis Swift entdeckt.